# Vic-le-Fesq

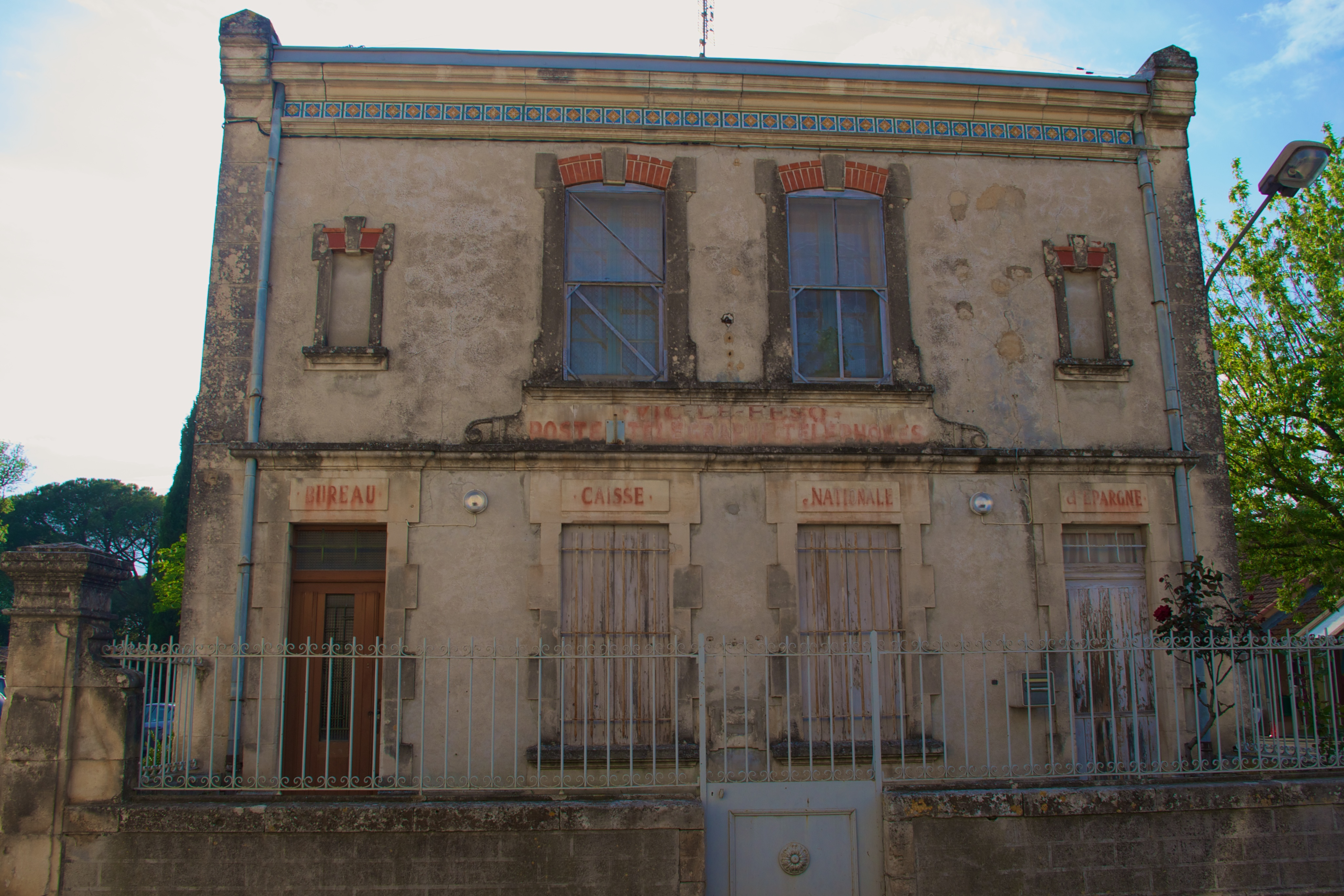

Vic-le-Fesq is een gemeente in het Franse departement Gard (regio Occitanie) en telt 319 inwoners (2004). De plaats maakt deel uit van het arrondissement Le Vigan.

## Geografie
De oppervlakte van Vic-le-Fesq bedraagt 9,6 km², de bevolkingsdichtheid is 33,2 inwoners per km².
De onderstaande kaart toont de ligging van Vic-le-Fesq met de belangrijkste infrastructuur en aangrenzende gemeenten.

## Demografie
Onderstaande figuur toont het verloop van het inwonertal (bron: INSEE-tellingen).